# Cupido galba
Cupido galba är en fjärilsart som beskrevs av Lederer 1855. Cupido galba ingår i släktet Cupido och familjen juvelvingar. Inga underarter finns listade i Catalogue of Life.